# Бевза Світлана Юріївна
Світлана Бевза (9 вересня 1982, Київ, Україна) — українська дизайнерка, модельєрка, власниця бренду BEVZA.

## Біографія
Народилася в Києві. Закінчила Київський торговельно-економічний університет та Київський університет технологій та дизайну.
У 2006 році заснувала бренд BEVZA.
З 2006 по 2013 рік її колекції двічі на рік представлялися на Українському тижні моди в Києві.
У травні 2013 року перемогла в номінації «Кращий дизайнер жіночого одягу» премії Best Fashion Awards.
У 2014 році BEVZA стала першим українським брендом, що вийшов у фінал Vogue Talents в Мілані.
З 2014 по 2016 рік Світлана Бевза була представлена на Mercedes-Benz Fashion Week Tbilisi.
З 2017 року бренд представлений на Тижні моди в Нью-Йорку. У вересні 2017 року зосередилася на показі російсько-української війни, назвавши збірку «Realitics» — поєднанням реальності і політики. У лютому 2018 року представила колекцію «Faux Reality» в рамках Тижня моди в Нью-Йорку. З 2018 року показує колекції «Ready-to-Wear» в Нью-Йорку.
У листопаді 2018 року отримала нагороду «Дизайнер року в Україні» від Elle Style Awards.
У листопаді 2019 року перемогла в номінації «Найкращий дизайнер жіночого одягу» премії Best Fashion Awards.
У своїх колекціях Бевза використовує штучне хутро.
У травні 2019 року зірка «Гри престолів» Софі Тернер одягла один з білих комбінезонів BEVZA на весілля з Джо Джонасом у Лас-Вегасі.
Одяг Бевзи носили Емілі Ратаковскі, Дакота Джонсон, Белла Хадід і Джіджі Хадід.

### Особисте життя
Чоловік — Володимир Омелян, колишній міністр інфраструктури України, мають сина й доньку.